# 惊喜之泪！
《惊喜之泪！》（日语：涙サプライズ!），是AKB48的第12张单曲。通常盘与剧场盘两种式样分别由You，Be Cool!/KING RECORDS与NEW KING RECORDS在2009年6月24日发售。中心成員由前田敦子擔當。

## 概要
單曲分為通常盤・劇場盤。通常盘中附有用于选出次作《Maybe是藉口》的选拔组成员的投票券（亦即AKB48第13張單曲選拔總選舉「向神發誓，動真格」）。通常盘的封面系由村上隆设计。他还参加了B面单曲《FIRST LOVE》（小野惠令奈个人曲目）的制作。
在发售前的2009年6月10日起即由“来电铃声”，6月17日起由“来电铃声完整版”进行了先行音樂下載。
广告标语为“有一首想在生日唱的歌”（お誕生日に歌いたい歌がある）。
发售日当天是选拔组成员北原里英的18岁生日。印在封面及CD等上面的“惊喜之泪！”（涙サプライズ!）字樣由Team A的板野友美写就。
由小野惠令奈主唱的《FIRST LOVE》是首次以AKB48名义推出的单曲中收录的独唱曲目。B面曲《初日》在2009年1月进行的AKB48 重温时间 最佳曲目100 2009（AKB48 リクエストアワーセットリストベスト100 2009）中被选为第一位的曲目。
本作的作曲继续由井上義正担当。这是他连续第三次担当AKB48单曲的作曲工作。
首周销售数量超過10万张，为AKB48自身首次达成这一纪录。AKB48通过本作第三次登上《Music Station》。
前作选拔成员中倉持明日香落选，大島麻衣毕业。仁藤萌乃与小森美果首次进入选拔组。

## MV
伊藤英明在PV中扮演教师一职。担任本作编舞的牧野アンナ及森田繁范也有參與演出。
PV中的各个场景使用不同的拍摄地点。校舍内的情節在尚美学園大学拍攝，体育馆内情節則在筑波市樱综合体育馆拍攝。
PV的导演继《樱花的花瓣们2008》、《大声钻石》及《10年樱》后再次由高橋榮樹担任。
PV中的学校与《大声钻石》相同，均设定为“松岗女子高等学校”。

## 媒體使用
惊喜之泪！
- 读卖新闻“读卖新闻×AKB48”《希望，传达给你更多。创刊135周年 读卖新闻》支援歌曲、广告主题歌
- 读卖巨人建队75周年支援歌曲
- 日本BS放送《伊集院光的新节目（日语：伊集院光のしんばんぐみ）》6月片尾主题歌
- CS《AKB48神TV Season 2》主题歌
- 东京电视台系《周刊AKB》片尾歌

FIRST LOVE
- 路易·威登制作短篇动画《SUPERFLAT FIRST LOVE》形象曲

## 收录曲目

### 通常盤
1. 《惊喜之泪！》（涙サプライズ!）[4:39]
作词：秋元康，作曲、编曲：井上義正（日语：井上ヨシマサ）
2. 《初日》 - Team B [3:49]
作词：秋元康，作曲：冈田实音，编曲：市川裕一，歌：Team B
3. 《FIRST LOVE》 - 小野恵令奈
作词：秋元康，作曲：梅原晃，编曲：野中""雄一，歌：小野惠令奈）
4. 《惊喜之泪！》(off vocal ver.)

DVD
1. 《惊喜之泪！》PV
2. Making of 《惊喜之泪！》
3. 特典影像

首批出货特典
- “AKB48总选举”投票用序列号1张
- 全国握手会參加券（東京、名古屋、大阪、福岡、札幌）

### 劇場盤
1. 《惊喜之泪！》
2. 《初日》- Team B
3. 《FIRST LOVE》 - 小野恵令奈
4. 《惊喜之泪！》(off vocal ver.)

特典
- 握手会參加券（AKB48剧场、东京国际展示场）
- 剧场盘特别公演活动抽签券
- 生写真1张

## 選拔成員

### 惊喜之泪！
（中心成員：前田敦子）
- Team A：板野友美、北原里英、小嶋陽菜、篠田麻里子、高橋南、藤江丽奈、前田敦子、峯岸南、宮崎美穂
- Team K：大島優子、小野惠令奈、河西智美、宮澤佐江
- Team B：柏木由紀、指原莉乃、仁藤萌乃、渡辺麻友
- 研究生：小森美果
- SKE48 Team S：松井珠理奈、松井玲奈

### FIRST LOVE
- Team K：小野惠令奈

### 初日
- Team B：浦野一美、多田愛佳、柏木由紀、片山陽加、小原春香、佐伯美香、指原莉乃、田名部生来、仲川遥香、仲谷明香、中塚智実、仁藤萌乃、平嶋夏海、米沢瑠美、渡辺麻友

## 脚注
1. ↑  包括音樂下載单曲《Baby! Baby! Baby!》。若包括独立制作时期单曲，则为第14张。
2. ↑  2009年7月3日播映。
3. ↑  筑波Film Commission“拍摄支援情报：AKB48《惊喜之泪！》PV” （页面存档备份，存于） 2009年6月1日